# Neacomys vossi
Neacomys vossi és una espècie de mamífer rosegador de la família dels cricètids. És endèmic del Brasil. El seu hàbitat natural és la jungla. Té el pelatge dorsal marró amb alguns pèls de color taronja o negre, mentre que el ventral va del blanc pur al blanc camussa. Fou anomenat en honor del mastòleg estatunidenc Robert S. Voss. Com que fou descoberta fa poc, l'estat de conservació d'aquesta espècie encara no ha estat avaluat formalment.